# Bombardeio do Banski Dvori
O bombardeio do Banski Dvori (em croata: bombardiranje Banskih dvora) foi um ataque da Força Aérea Iugoslava contra o Banski Dvori em Zagreb - a residência oficial do presidente da Croácia na época da Guerra de Independência da Croácia. O ataque aéreo ocorreu em 7 de outubro de 1991, como parte de um ataque da Força Aérea Iugoslava a vários alvos na capital croata. Um civil foi morto por aviões que disparavam aleatoriamente contra civis do distrito da cidade de Tuškanac e quatro ficaram feridos.
No momento do ataque, o presidente croata Franjo Tuđman estava no prédio, encontrando-se com Stjepan Mesić, então presidente da Presidência da Iugoslávia, e Ante Marković, então primeiro-ministro da Iugoslávia, mas nenhum deles ficou ferido no ataque. Logo em seguida, Tuđman comentou que o ataque aparentemente tinha como objetivo destruir o Banski Dvori como sede do Estado da Croácia. Marković culpou o secretário-geral da Defesa iugoslavo, Veljko Kadijević, que negou a acusação e sugeriu que o evento foi organizado pela Croácia. O ataque provocou a condenação internacional e a consideração de sanções econômicas contra a Iugoslávia. A residência presidencial foi imediatamente transferida para o palácio presidencial, que anteriormente era conhecido como Villa Zagorje. O Banski Dvori sofreu danos significativos, mas os reparos começaram apenas em 1995. O edifício mais tarde tornou-se a sede do governo croata.